# Riedelia ligulata
Riedelia ligulata är en enhjärtbladig växtart som beskrevs av Henry Nicholas Ridley. Riedelia ligulata ingår i släktet Riedelia och familjen Zingiberaceae. Inga underarter finns listade i Catalogue of Life.